# Ford Pilot
Ford Pilot — автомобиль, представленный компанией Ford в августе 1947 года и выпускавшийся до 1951 года, когда был заменен на модели Ford Zephyr Six (Великобритания) и Consul, но в течение последнего года они всё ещё продавались. За все время их было выпущено 22 155 автомобилей.

## Описание модели
Ford Pilot был первым полноразмерным послевоенным автомобилем Ford. Он основывался на довоенном 22-сильном шасси, и оснащался двигателем объёмом 2227 см³ 1939 года. Вскоре двигатель поменяли: большинство Pilot подогнали под объём 3622 см³, мощностью 90 л.с. (67 кВт) с карбюратором Solex. Электрика была 6-вольтовой. Коробка передач была трехступенчатой и плюс одна задняя передача. Машина отмечалась, как довольно старомодная на то время, но обладала гидравлическими передними тормозами, и задними пружинными.
Машина имела максимальную скорость 130 км/ч, и разгонялась до 100 км/ч за 21 секунду, потребляя 16 литров на 100 км пути.
Большинство Ford Pilot были 4-дверными седанами, но выпускались и версии Estate и пикап для экспорта. Ветровое стекло могло открываться для вентиляции. Выпуск был прекращен в 1951 году, на смену пришла модель Ford Zephyr.